# Fatalità/Mi hai perdonato lo so
Fatalità/Mi hai perdonato lo so, pubblicato nel 1967, è il singolo d'esordio del gruppo italiano i Bertas.

## Il disco
Il brano della facciata A è il ragtime Fatalità, mentre la facciata B era la cover di un brano del gruppo statunitense The Grass Roots. I Bertas avevano partecipato nel 1966 al concorso musicale Sardegna Canta, ciò permise loro di essere segnalati alla RCA Italiana e firmare il primo contratto discografico con la ARC, a cui seguì l'incisione di questo 45 giri.
Il disco ebbe successo non solo in Italia: fu il disco italiano più venduto all'estero di quel periodo.
Nel 1968 i due brani di questo singolo, furono inseriti nel loro LP Fatalità, e nello stesso anno vennero anche incisi in spagnolo con i titoli col titolo Fatalidad e Me Has Perdonado Al Fin .
Il brano Fatalità è stato definito da Cesare Rizzi "forse poco beat e per niente rock, però gradevole, deliziosamente futile e soprattutto gettonatissimo nei juke box", e di esso fu realizzata una cover da Ornella Vanoni, inserita nel suo album del 1981 Duemilatrecentouno parole.

## Tracce
LATO A
1. Fatalità (testo: Sergio Bardotti – musica: Piero Pintucci; edizioni musicali RCA)

LATO B
1. Mi hai perdonato lo so (testo: Mogol – musica: Phil Flip Sloan-Steve Barri; edizioni musicali Radio Record Ricordi)

## Formazione
- Antonio Costa - voce, chitarra
- Carlo Costa - voce, basso
- Edmondo Costa - voce, tastiere
- Antonio Usai - batteria